# Sihr (Sklavin)
Sihr (geb. im 8. Jahrhundert, gest. im 8. oder 9. Jahrhundert) war eine Sklavin und Konkubine des fünften Abbasiden-Kalifen Harun al-Raschid (766–809, reg. 786–809). Sie ist wohl die Mutter von Chadischa bint Harun al-Raschid und Karib bint Harun al-Raschid.

## Leben
Sihr zählte zu Harun al-Raschids Favoritinnen unter seinen Sklavenkonkubinen. Der Kalif und seine Hofdichter verfassten Gedichte über ein Trio, das aus Sihr und den beiden anderen Konkubinen Dhat al-Khal und Diya bestand.
Nadia Abbott identifiziert sie als die Mutter von Chadidscha bint Harun al-Raschid, womit sie nach al-Tabari identisch wäre mit Harun al-Raschids Konkubine Schadschar, die auch Mutter einer weiteren Tochter namens Karib ist.

## Rezeption in der klassisch-arabischen Literatur
In der klassisch-arabischen Literatur findet Sihr unter anderem Erwähnung im Kitab al-Aghani von Abū l-Faradsch al-Isfahānī (897–967), al-Nuwairi (1279–1333), Yāqūt ar-Rūmī (1179–1229) und Ibn al-Chaṭīb (1313–1374), sowie – sofern sie mit Schadschar identisch ist – bei al-Tabari (839–923).